# Hercegovački franjevački mučenici
U Drugome svjetskom ratu i po njegovu završetku, od 1942. do 1945., partizani i njihovi potpomagači ubili su ukupno 66 hercegovačkih franjevaca, što je samo dio ratnog stradanja katoličkoga klera, redovnika i redovnica u Bosni i Hercegovini.
Hercegovački franjevci od prvog su trenutka pokušavali razjasniti okolnosti pogibije svoje subraće. Posebno one subraće ubijene na Širokom Brijegu, jer je taj slučaj najjasniji. Još 1942. provincijal fra Krešimir Pandžić, kasnije i sam pogubljen, naređuje bilježenje stradanja članova Hercegovačke franjevačke provincije uznesenja Blažene Djevice Marije i pučanstva. Mjesni biskup dr. Petar Čule u listopadu 1945. potiče hercegovačke franjevce da počnu istraživati pogibiju svoje subraće, na što Provincijalat smjesta potvrdno odgovara. Iz toga vremena potječu i prva svjedočanstva očevidaca izrečena pod prisegom. Udba uskoro sve zaustavlja (31. listopada 1945.) i od tadašnjeg tajnika Provincije fra Bonifacija Rupčića oduzima prikupljenu građu. Prikupljanje se nastavljalo u tajnosti. Godine 1971. ponovo se zahuktava, ali ubrzo zbog progona odlazi u ilegalu. Nakon Domovinskog rata, na poticaj tadašnjeg provincijala fra Slavka Solde, biva ustanovljeno provincijsko povjerenstvo za pripremu kauze mučenika. Pročelnik mu postaje fra Ante Marić. Nedugo nakon toga rađa se postupak za mučeništvo, pod nazivom „Fra Leo Petrović i 65 subraće“. Postulatorom postaje fra Luca M. De Rosa, a vicepostulatorom u rujnu 2007. g. fra Miljenko Stojić.
Do 2010. godine je za cjelokupan pokolj hercegovačkih fratara završen provincijski postupak za mučeništvo, međutim biskupijski postupak za beatifikaciju u nadležnoj, Mostarsko-duvanjskoj biskupiji nije još ni započet.

## Popis hercegovačkih franjevačkih mučenika

### Mostarski Gradac;Gornji Gradac,Donji Gradac,Gostuša–6. veljače1945.
1. Dr. Stipan fra Krešimir Pandžić (Drinovci, 1892.), profesor u franjevačkoj gimnaziji u Širokom Brijegu, bivši ravnatelj gimnazije i bivši provincijal
2. Leopold fra Augustin Zubac (Čitluk, 1890.), profesor fizike i matematike u franjevačkoj gimnaziji u Širokom Brijegu; upravitelj franjevačke hidrocentrale na Lištici
3. Mate fra Roland Zlopaša, (Posušje, 1912.), profesor fizike i matematike u franjevačkoj gimnaziji u Širokom Brijegu
4. Pero fra Zvonko Grubušić (Posuški Gradac, 1915.), kapelan u Mostarskom Gradcu
5. Karlo fra Rudo Jurić, (Radešine, 1925.), bogoslov
6. Ante fra Kornelije Sušac (Cerno, 1925.), bogoslov
Kada je bilo jasno da će samostan na Širokom Brijegu biti neposredno zahvaćen ratnim događajima, tih nekoliko fratara širokobriješkoga samostana otišlo je k župniku u nedaleki Gradac, da bi ondje bili sigurniji. U Gradcu nije dugo trajao mir. Devetnaesta divizija Osmoga dalmatinskog korpusa preko Mostarskoga Gradca odlučila je ići prema Mostaru. Jedan odred te divizije zauzeo je župni stan. Ali nisu mogli napredovati, pa je dalmatinski partizanski odred morao napustiti župni stan i bježati. Sa sobom je poveo širokobriješke fratre iz župnog stana, uključujući i domaćega župnog pomoćnika. Ubili su ih u mjestu Gostuša, 6. veljače. Tamo su i pokopani, a 1971. g. ekshumirani su i tijela su im prenesena u širokobriješku baziliku.

### Široki Brijeg –7. veljače1945.
7. Mate fra Marko Barbarić Lesko (Klobuk, 1865.), bivši župnik
8. Petar fra Stanko Kraljević (Mokro, 1871.), bivši župnik i gvardijan
9. Ivan fra Ivo Slišković (Mokro, 1877.), bivši župnik i gvardijan
10. Nikola fra Krsto Kraljević (Grljevići, 1895.), bivši profesor i župnik
11. Dr. Nikola fra Arkanđeo Nuić (Drinovci, 1896.), profesor klasičnih jezika u franjevačkoj gimnaziji u Širokom Brijegu
12. Dr. Bože fra Dobroslav Šimović (Hamzići, Župa Čerin, 1907.), profesor u franjevačkoj gimnaziji u Širokom Brijegu i odgojitelj franjevačkih đaka
13. Mirko fra Tadija Kožul (Mokro, 1909.), profesor klasičnih predmeta u franjevačkoj gimnaziji u Širokom Brijegu i odgojitelj u konviktu
14. Ljubo fra Borislav Pandžić (Drinovci, 1910.), profesor u franjevačkoj gimnaziji u Širokom Brijegu i prefekt đaka
15. Jerko fra Žarko Leventić (Drinovci, 1919.), kapelan
16. Bože fra Viktor Kosir (Uzarići, 1924.), bogoslov
17. Ante fra Stjepan Majić (Vitina, 1925.), bogoslov
18. Ivan fra Ludovik Radoš (Blažuj, Tomislavgrad, 1925.), bogoslov
Upucani su samokresom, ubačeni u ratno sklonište u samostanskom vrtu tu spaljeni i zatrpani. Ekshumirani su 1971. g. i pokopani u širokobriješkoj bazilici.

### Široki Brijeg –8. veljače1945.
19. Jozo fra Andrija Jelčić (Stubica, 1904.), gvardijan
20. Ante fra Bonifacije Majić (Vitina, 1883.), dugogodišnji prefekt i graditelj franjevačkog konvikta i gimnazije u Širokom Brijegu te profesor 
21. Ivan fra Radoslav Vukšić (Studenci, 1894.), ravnatelj franjevačke gimnazije u Širokom Brijegu, profesor fizike i matematike
22. Jakov fra Fabijan Paponja (Livno, 1897.), ravnatelj konvikta i profesor povijesti i zemljopisa u franjevačkoj gimnaziji u Širokom Brijegu 
23. Mijo fra Leonard (Leonardo) Rupčić (Hardomilje, 1907.), profesor francuskoga jezika u franjevačkoj gimnaziji u Širokom Brijegu
24. Fra Miljenko Ivanković (Tubolja,  Tomislavgrad, 1924.), bogoslov
25. Jerko fra Melhior Prlić (Sovići, 1892.), časni brat
26. Jozo fra Fabijan Kordić (Grljevići, 1890.), časni brat
27. Marijan fra Mariofil Sivrić (Međugorje, 1913.), vikar samostana, najvjerojatnije izdvojen iz ove skupine i odveden kasnije, 10. veljače 1945. g.
Riječ je o fratrima iz širokobriješkog samostana koji su, kada je ujutro 6. veljače 1945. partizansko topništvo zapucalo na crkvu i samostan, otišli prema rijeci Lištici, gdje se nalazila fratarska mlinica i hidrocentrala, nadajući se da će ondje biti sigurniji. Mjesto je bilo obraslo šumom i zbog toga nevidljivo. S njima je pobjeglo oko 30 đaka i nešto okolnog puka. Tu su ostali dok se pucalo, tj. 6. i 7. veljače. Istom 8. veljače, kada se nije vise pucalo, odlučili su vratiti se u samostan i vidjeti što se ondje događa. Kad su ih partizanski vojnici opazili u blizini crkve, odmah su ih poredali pred crkvom, tražili su od svakoga pojedinog osobne podatke, pitali za njihovo oružje, vrijeđali ih i prijetili im. Nakon toga su ljude koji su stanovali u blizini poslali njihovim kućama, starije su đake odveli u vojno zapovjedništvo u Ljubuški, a mlađe đake njihovim kućama. Osam fratara pak odvedeno je tobože prema Splitu i negdje (vjerojatno u Viru ili Zagvozdu) ubijeno. Istraživanje njihova mogućeg grobišta nije završeno. S tom skupinom fratara u hidrocentrali bio je i fra Mariofil Sivrić, ali njegovo mrtvo tijelo je nađeno posebno, kako se čini, na putu prema Vitini.

### Mostar–14. veljače1945.
28. Dr. Grga fra Leo (Leon) Petrović (Klobuk, 1883.), provincijal
29. Jozo fra Grgo Vasilj (Međugorje, 1886.), gvardijan
30. Ivan fra Jozo Bencun (Međugorje, 1869.), bivši župnik
31. Franjo fra Bernardin Smoljan (Rodoč, 1884.), župnik na Humcu
32. Franjo fra Kažimir Bebek (Vitina, 1901.), župnik u Pločama
33. Ivan fra Rafo Prusina (Hamzići, 1884.), bivši župnik
34. Josip fra Nenad Venancije Pehar (Stubica, 1910.), profesor u franjevačkoj gimnaziji u Širokom Brijegu
Na Čistu srijedu, 14. veljače 1945. partizani su, bez ispaljenog metka ušli u Mostar. Neki su časnici došli u franjevački samostan oko 16 sati. S fratrima su lijepo razgovarali i otišli. Na fratre su ostavili ugodan dojam. U sumrak tog dana došao je u samostan Brana Popadić, s nekoliko vojnika. Sazvali su fratre u samostanu, popisali ih i ispitivali. A kad su to završili, otišli su iz samostana. Vjerojatno su trebali nekoga izvijestiti i dobiti upute. Nakon sat vremena došli su ponovno u samostan. Sedmorici su rekli da ih slijede. Odvedeni su i najvjerojatnije svezani žicom ili ubijeni, pa bačeni u Neretvu i ne zna im se za grobove.

### Ljubuški – od 7. do13. veljače1945.
35. Jure fra Julijan (Julije) Kožul (Ljuti Dolac, 1906.), župnik u Veljacima – ubijen 7. ili 10. veljače.
36. Ivan fra Paško Martinac Čerin, u mirovini – ubijen 7. ili 10 veljače
37. Franjo fra Martin Sopta (Dužice, 1891.), profesor filozofije u franjevačkoj gimnaziji u Širokom Brijegu – odveden iz Čerina i ubijen između 11. veljače i 13. veljače
38. Andrija fra Zdenko Zubac (Gradnići, 1911.), župnik u Ružićima – ubijen 12. veljače ili 13. veljače
39. Ivan fra Slobodan Lončar (Vinjani, 1915.), župni vikar u Drinovcima – ubijen 12. ili 13. veljače
Ubijeni su u Ljubuškom ili u okolici. Ne zna im se za grobove.

### Vrgorac–28. siječnja1945.
40. Ljubo fra Maksimilijan Jurčić (Ružići, 1913.), župni vikar na Humcu i drugi magister novaka
Ubijen je i pokopan u Vrgorcu. Ne zna mu se za grob.

### Čapljina–1. veljače1945.
41. Marijan fra Petar Sesar (Kočerin, 1895.), župnik u Čapljini
Odveden je iz župnog stana i ubijen. Do danas mu se ne zna za grob.

### Međugorje –30. listopada1944.
42. Nikola fra Križan Galić (Gorica, 1870.), u mirovini
Smaknut je ručnom bombom u župnom stanu. Pokopan je na groblju Kovačica, u Međugorju.

### Čitluk – 6. i9.(10.) veljače 1945.
43. Jure fra Filip Gašpar (Ambar, Župa Roško Polje, 1893.), župnik u Gradnićima – ubijen 6. veljače 1945.
44. Gabro fra Ćiril Ivanković (Rakitno, 1878.), u mirovini – ubijen 6. veljače 1945.
45. Ante fra Jakov Križić (Roško Polje, 1893.), župnik u Čitluku – ubijen 9. ili 10. veljače 1945., nađen na groblju 
Strijeljani su i pokopani na groblju Podadvor, u Čitluku.

### Izbično– 11. (12.) veljače 1945.
46. Nikola fra Marko Dragičević (Međugorje, 1902.), profesor klasičnih jezika u franjevačkoj gimnaziji u Širokom Brijegu
47. Andrija fra Nevinko Mandić (Lise, Oklaji, 1908.), vjeroučitelj u Mostaru
48. Ivan fra Bono Andačić (Hamzići, 1903.), časni brat
Odvedeni su od oltara i cijeli dan su prenosili oružje, a uvečer su sva trojica ubijena i bačena u neku nepoznatu jamu.

### Kočerin –20. svibnja1945.
49. Marijan fra Valentin (Vale) Zovko, (Oklaji, 1889.), župnik u Kočerinu
50. Bože fra Andrija Topić (Oklaji, 1919.), župni vikar
Ubijeni su u župnom uredu. Pokopani su na mjesnom groblju.

### Zanaglina,Rilić–24.(25.) svibnja 1942.
51. Nikola fra Stipan Naletilić (Lise, Oklaji, 1907.), župnik u Kongori
Odveli su ga i ubili četnici, zajedno s bratom Marijanom. Do danas mu je grob nepoznat.

### Velika Gorica– otprilike od oko 3. svibnja do oko 11. svibnja 1945.
52.	Ivan fra Bono Jelavić (Veljaci 1898.), župnik u Vitini
Ubijen je na Križnom putu. Grob mu je nepoznat.

### Zagreb–27. svibnja1945.
53.	Dr. Andrija fra Radoslav Glavaš ml. (Drinovci, 1909.), načelnik Ministarstva bogoštovlja u Zagrebu
Nakon što se je predao partizanskim vlastima, kao načelnika Ministarstva bogoštovlja NDH-a, partizani su ga objesili. Grob mu je do danas nepoznat.

### Macelj,Krapina–4.na5. lipnja1945.
54.	Andrija fra Metod Puljić (Vašarovići, 1912.), župnik u Izbičnu – u bijegu pred partizanima uhvaćen je u Krapini i ubijen u noći 4. lipnja 1945.
55.	Bože fra Darinko Mikulić (Kočerin, 1919.), mladomisnik – u bijegu pred partizanima zarobljen je u Krapini i ondje ubijen, u noći 4. lipnja 1945.
56.	Berislav fra Julijan Petrović (Tomislavgrad, 1923.), bogoslov – ubijen je u Maceljskoj šumi, kod Krapine, na lokalitetu Lepa bukva
Ekshumirani su 1992., zajedno s ostalim žrtvama partizanskog zločina u Maceljskoj šumi. Kosti su, nestručno obrađene, bile sve do 2005. g. na odjelu za patologiju Medicinskog fakulteta u Zagrebu, a potom su vraćene na izvorni lokalitet i pokopane u temelje novopodignute crkve Muke Isusove, u zajedničku grobnicu stradalnika, 22. listopada 2005. g.

### BleiburgiKrižni put– u drugoj polovici svibnja ili kasnije 1945. g.
57.	Silvije fra Bruno Adamčik (Konjic, 1908.), profesor glazbe u franjevačkoj gimnaziji u Širokom Brijegu – uhvaćen je i ubijen nakon 18. svibnja
58.	Jure fra Anđelko Nuić (Drinovci, 1908.), župni vikar
59.	Ivan fra Branko Šušak (Pribinovići, 1912.), župnik u Blizancima – u bijegu pred partizanima zarobljen je u Sloveniji i ubijen u svibnju 1945.
60.	Stanko fra Jenko Vasilj (Međugorje, 1914.), vjeroučitelj u Konjicu – u bijegu pred partizanima zarobljen je u Sloveniji i ubijen u svibnju 1945.
61.	Franjo fra Emil Stipić (Drinovci, 1912.), župnik u Gorancima – u bijegu pred partizanima zarobljen je u Sloveniji i ubijen u svibnju 1945.
62.	Franjo fra Dane Čolak (Ledinac, Donji Mamići, 1916.), župni vikar u Drinovcima – u bijegu pred partizanima zarobljen je u Sloveniji i ubijen poslije 15. svibnja 1945.
63.	Tadija fra Tihomir Zubac (Gradnići, 1918.), župni vikar u Grudama – u bijegu pred partizanima zarobljen je u Sloveniji i ubijen u svibnju 1945.
64.	Nikola fra Lujo Milićević (Studenci, 1919.), mladomisnik – u bijegu pred partizanima ubijen je u Sloveniji, u svibnju 1945.
65.	Ante fra Svetislav Markotić (Grabovnik, 1921.), mladomisnik – u bijegu pred partizanima došao je u Maribor, gdje je ubijen u svibnju 1945.
66.	Dobroslav fra Ante Majić (Vitina, 1922.), bogoslov – u bijegu pred partizanima uhvaćen je u Sloveniji, a na povratku je obolio od upale mozga; dopremljen je u bolnicu u Zagreb, gdje je umro 6. kolovoza 1945.